# Селище от градски тип
Селище от градски тип е термин за вид селище, използван за полуградско населено място в бившите социалистически страни – Съветски съюз, Полска народна република и Народна република България, както и днес в някои държави, наследили бивши съюзни републики на СССР.

## Употреба
Този термин за селище е използван във всичките 15 съюзни републики на СССР от 1922 г., заменяйки думата "посад". Въведен е по-късно в Полша (1954) и България (1964). Всички селища от градски тип в Полша са преобразувани в други видове населени места (град или село) през 1972 г., в България и 5 от бившите съветски републики (а именно Армения, Естония, Латвия, Литва, Молдова) – в началото на 1990-те години, а Украйна – в 2023. Днес този термин се използва в останалите 9 бивши съветски републики – Азербайджан, Беларус, Грузия, Казахстан, Киргизстан, Русия, Таджикистан, Туркменистан, Узбекистан.

## Критерии
Критериите за създаване на селища от градски тип са свързани с броя на жителите и процентния дял на жителите, заети в селското стопанство. Често този тип селища се създава покрай „градообразуващо“ промишлено предприятие или гара, неофициално се използва и за описването на села с територия и население за малък град, с обществен градски транспорт и други характерни за градската инфраструктура елементи, но без статут на град.

## България
Селища от градски тип в България са създадени със Закона за обявяване на села и селища за градове и селища от градски тип, обнародван в „Държавен вестник“, бр. 73 от 15.09.1964 г. От обявените със закона за селища от градски тип 41 населени места, само 3 населени места са получили реално през 1964 г. този статут:
- Букьовци – село, обявено за селище от градски тип през 1964 г., слято (1970) с други 2 села (едното по-късно отделено) в град Мизия;
- Бельово (Белово) – село, обявено за селище от градски тип през 1964 г., преименувано през 1966 г. на Гара Белово, образува град Белово през 1968 г. при сливането си със село Малко Белово;
- Генерал Николаево – село, обявено за селище от градски тип през 1964 г., образува град Раковски през 1966 г. при сливането си със селата Парчевич и Секирово.

През 1970-те години за селища от градски тип са обявени 30-ина села и промишлени селища. 
Понастоящем терминът не се използва в териториалното устройство на Република България.